# Carl Brink

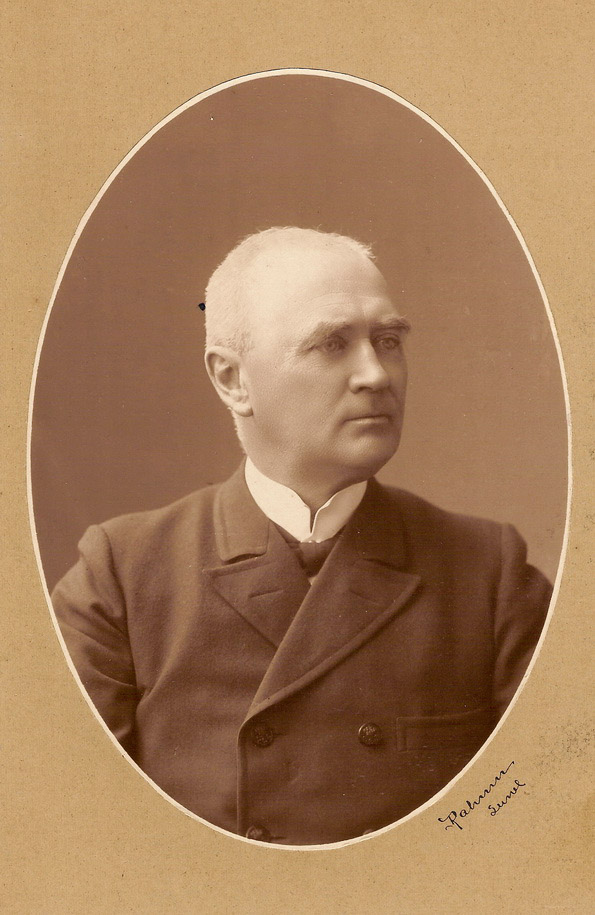
Carl Brink på ett fotografi ur Akademiska Föreningens Arkiv & Studentmuseums samlingar. På baksidan av originalfotografiet står antecknat omdömet att Brink var "en soignerad nolla".

Carl Brink, född den 20 juni 1844 i Lund, död den 14 oktober 1926 i Lund, var en svensk borgmästare och militärjurist. Han var son till domkyrkoinspektor Sven Brink och Hilda Wetterling.
Brink avlade studentexamen 1862 och hovrättsexamen 1870. Han blev vice häradshövding 1874, rådman i Lund 1880 och var borgmästare i samma stad 1900–1921. Vid sidan av detta var Brink 1877–1904 auditör vid Södra skånska infanteriregementet. Han innehade också diverse uppdrag som styrelseordförande, bland annat i Lunds sparbank. Carl Brink är begravd på Norra kyrkogården i Lund.